# 青岛出版集团
青岛出版集团为中华人民共和国的一家国有独资出版传媒集团，总部设于青岛市，前身为1987年成立的青岛出版社。

## 历史
1987年1月12日，青岛出版社成立；同年3月19日，定位局级事业单位，加挂“青岛市出版局”牌子。2009年3月18日，经国家新闻出版总署同意，青岛出版社转企改制，组建青岛出版集团；同年11月被评定为“2009－2010年度国家文化出口重点企业”，授予“全国百佳图书出版单位”、“国家一级出版社”称号。2011年4月26日至28日，青岛市出版集团总部由徐州路77号青岛出版社社址迁至海尔路182号新址。2011年底，青岛出版集团被青岛市人民政府列为市直属企业。2015年9月17日，青岛出版集团旗下公司青岛城市传媒在上海证券交易所上市，股票代码为600229。

## 部分出版物

### 书籍
| - 《青岛年鉴》 - 《青岛优秀建筑志》，2006年 - 《知青》，2012年 - 《曹文轩非常典雅系列：哑号》，2014年 - 《中国木版年画代表作》，2013年 | - 《中国高等植物》，2013年 - 《中国水生贝类图谱》，2014年 - 《青岛历史建筑（1891-1949）》，2006年 - 《高分子材料的秘密》，1987年 - 《中国共产党思想史》，1991年 |

### 报刊
- 《青岛财经日报》
- 《招商周刊》
- 《少年电脑世界》